# Carlos de la Fuente (actor)
Carlos Alfonso Muñoz de la Fuente, más conocido como Carlos de la Fuente (Bogotá, 8 de noviembre de 1937-Bogotá, 16 de febrero de 2020), fue un actor colombiano con una amplia trayectoria en la radio y en la televisión, recordado por su papel de Juan Ramón Vargas en la serie Dejémonos de vainas.

## Biografía
Carlos de la Fuente adoptó este nombre debido a que hay un actor que también se llama Carlos Alfonso Muñoz. Decidió hacer este cambio cuando estudiaba en la escuela nacional de arte dramático en Bogotá, y debido a la influencia del cine mexicano decidió tomar el apellido de la Fuente.
Inició su carrera interpretativa en la radio, protagonizando la radionovela Arandú de Caracol, en la que permaneció quince años, y en 1979 empezó su carrera en la televisión.
Carlos de la Fuente residía en la ciudad de Bogotá, se encontraba retirado de los medios y dedicado a la familia. Fuerte crítico no activista, ironizó en los últimos años sobre el pobre y oportunista seguimiento, rigor y papel periodístico que los medios televisivos (RCN y Caracol) realizan a la labor y vida de los artistas en Colombia, enamorado de la radio.

## Trayectoria

### Cine y televisión
- El inútil (tres capítulos) (2002)
- Dejémonos de vainas (1986-1998) - Juan Ramón Vargas Sampedro
- Caballo viejo (1988) - Aniceto Simanca
- Música maestro (1990-1991) - Saúl Marquetti
- Mi sangre aunque plebeya (1987)
- Los dueños del poder (1986)
- Pisingaña (1986)
- Flor de fango (1983)
- El hijo de Rut (1980)
- La tregua (1980)
- Una mujer de cuatro en conducta
- Casa de vecindad
- La hija maldita (1981)
- Cuentos y leyendas
- Dialogando
- Revivamos Nuestra Historia
- Teatro popular Caracol (1979-1984)
- Los novios (1979)